# Ghetto
Als Ghetto (auch: Getto) wird ein abgesondertes Wohnviertel bezeichnet. Der Begriff stammt aus dem Italienischen und bedeutet Gießerei. Er wurde später als Bezeichnung für ein abgetrenntes Wohngebiet übernommen, da die jüdischen Einwohner in Venedig 1516 auf das Ghetto Nuovo (neue Gießerei) beschränkt waren.
Mit der päpstlichen Bulle Cum nimis absurdum verfügte Paul IV. am 14. Juli 1555 den Ghettozwang für die im Kirchenstaat lebenden Juden. Diese Lebensform in einem zugewiesenen Stadtteil oder einer einzelnen Judengasse wurde bis zur jüdischen Emanzipation im 19. Jahrhundert aufrechterhalten.

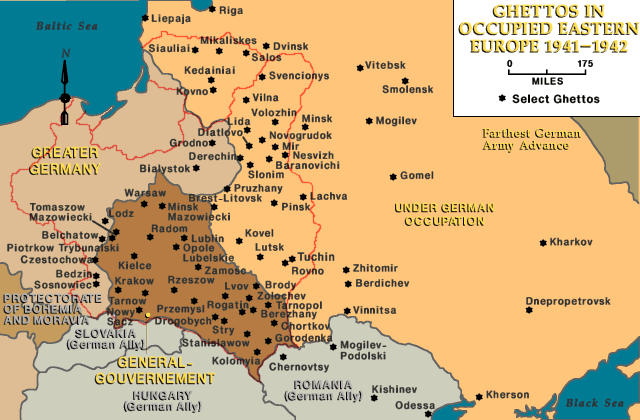
Karte der Juden-Ghettos in Osteuropa (1941–1945)

Während des Zweiten Weltkrieges (1939–1945) wurden von den Nationalsozialisten für von ihnen verfolgten und deportierte Juden davon vollkommen verschiedene Gefangenen-Sammellager unter den Namen Jüdische Wohnbezirke/Ghettos im okkupierten Polen, im annektierten Tschechien und in der deutsch besetzten Sowjetunion errichtet. Diese Haftlager dienten vor deren Transport in die Vernichtungslager als Übergangsstationen.
Umgangssprachlich werden heute, wiederum ebenfalls von beiden vorgenannten Bereichen vollkommen verschiedene und allseits offen zugängliche Stadtviertel, als Ghetto bezeichnet, weil in ihnen vorwiegend Angehörige bestimmter Ethnien (Segregation) oder sozialer Randgruppen leben. Übertragen findet er auch ohne direkten räumlichen Bezug im Diskurs um abgrenzbare soziale Strukturen (Subkulturen, soziale Netzwerke) Anwendung.

## Etymologie und Geschichtliches
Häufig lebten Juden seit der Antike in Europa in abgesonderten Stadtvierteln, insbesondere in den Ländern um das Mittelmeer und seit der Spätantike auch im Gebiet des heutigen Deutschlands. Ursprünglich konnten sie fast allen Berufen nachgehen. Es wurde ihnen meistens volle Handelsfreiheit gewährt, sie durften Grundeigentum erwerben. In der mittelalterlichen Stadt lebten die einzelnen sozialen Gruppen und Berufsgruppen meist überwiegend in einem bestimmten Stadtviertel oder einer Straße, und so lebte auch die Mehrzahl der Juden üblicherweise in einer (dann nach ihnen sogenannten) Judengasse oder einem Judenviertel, in dem durch die Bildung eines sogenannten „Eruv“ (deklarierter Bezirk, innerhalb dessen auch am Sabbat bestimmte Arbeiten gestattet waren) die Einhaltung der Sabbatgebote erleichtert werden konnte. Ebenso wie meistens auch einige Juden außerhalb dieses Stadtteils lebten, lebten andererseits auch Nichtjuden innerhalb des Judenviertels.
Ein frühes Beispiel für die Bildung eines Ghettos im Heiligen Römischen Reich stellt Speyer im 11. Jahrhundert dar. In den Aufzeichnungen des Speyerer Bischofs Hutzmann (Huozmann) heißt es:

„Als ich das Dorf Speyer zur Stadt machte, glaubte ich das Ansehen dieses unseres Ortes zu vertausendfachen, indem ich auch Juden dort zuziehe. Ich habe die Zugezogenen außerhalb der Wohnstätten der übrigen Bürger angesiedelt, und damit sie nicht so leicht von der Unverschämtheit des minderen Volks beunruhigt werden, habe ich sie mit einer Mauer umgeben.“

Die erste Ansiedlung datiert auf das Jahr 1084 im Vorort Altspeyer und stellt das erste urkundlich belegte Ghetto dar.
Seit dem 13. Jahrhundert (erstmals beim Provinzialkonzil von Breslau 1267) kam es aber von Seiten der Kirche zunehmend zur Forderung nach räumlicher Trennung der Juden von der christlichen Bevölkerung. So kam es seit dem ausgehenden 14. Jahrhundert in Spanien, seit den 1420er-Jahren in Savoyen, seit der Mitte des 15. Jahrhunderts in einigen deutschen Städten und im 16. Jahrhundert in Italien zunehmend zur Einrichtung von Ghettos, also von Stadtvierteln, die nur für Juden vorgesehen waren, außerhalb derer in der betreffenden Stadt keine Juden wohnen durften und die nächtens und oft auch an Feiertagen von außen abgeschlossen wurden. Solche Ghettos führten zwar durch die Bevölkerungszunahme oft zu bedrückender räumlicher Enge, waren aber nicht von vornherein Armutsviertel: Viele Einwohner waren wohlhabende Handwerker oder Händler. Allerdings waren die Ghettobewohner meist erheblichen, zum Teil diskriminierenden Restriktionen unterworfen.

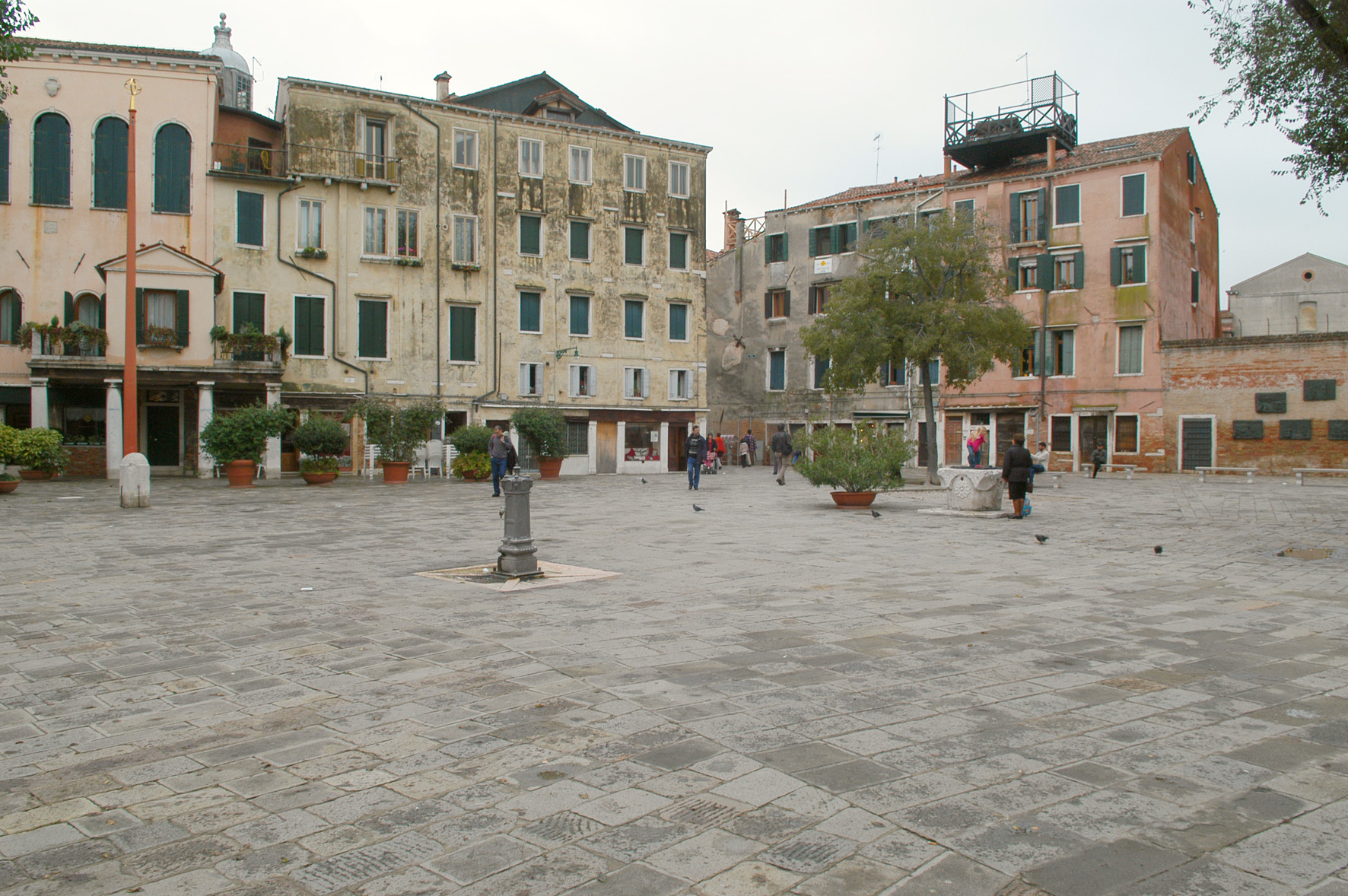
Campo di Ghetto Nuovo, Venedig 2005

Die Bezeichnung Ghetto stammt von der Insel Ghetto im venezianischen Stadtteil Cannaregio ab. Es gibt keine Einigkeit unter Sprachwissenschaftlern über die Herkunft des italienischen Wortes. Anatoly Liberman hat nachgewiesen, dass alle bisherigen Herkunftserklärungen fehlerhaft sind, einschließlich Versuche sich auf den Dialektbegriff ghèto (von getto = Guss) und die in unmittelbarer Nachbarschaft befindliche Gießerei zu beziehen. Mit einem Dekret vom 29. März 1516 beschloss die Regierung der Republik Venedig, die jüdische Gemeinde dort in einem einzigen Stadtviertel zusammenzufassen.
Im Jahre 1555 ließ Papst Paul IV. das römische Ghetto errichten und verpflichtete die Juden durch die Bulle Cum nimis absurdum, in diesem besonderen Bereich zu leben. Papst Pius V. wies am 25. Februar 1569 alle Juden seines Machtbereichs aus. Ausnahmen waren nur die beiden Ghettos in Rom und Ancona.
Anfang des 17. Jahrhunderts hatten alle Hauptstädte ein Ghetto (ausgenommen Livorno und Pisa). Um die Ghettos verliefen Mauern, und nachts wurden die Tore geschlossen. Oft wurden die jüdischen Ghettobewohner gezwungen, außerhalb des Ghettos bestimmte Kennzeichen zu tragen, die sie als Juden auswiesen.

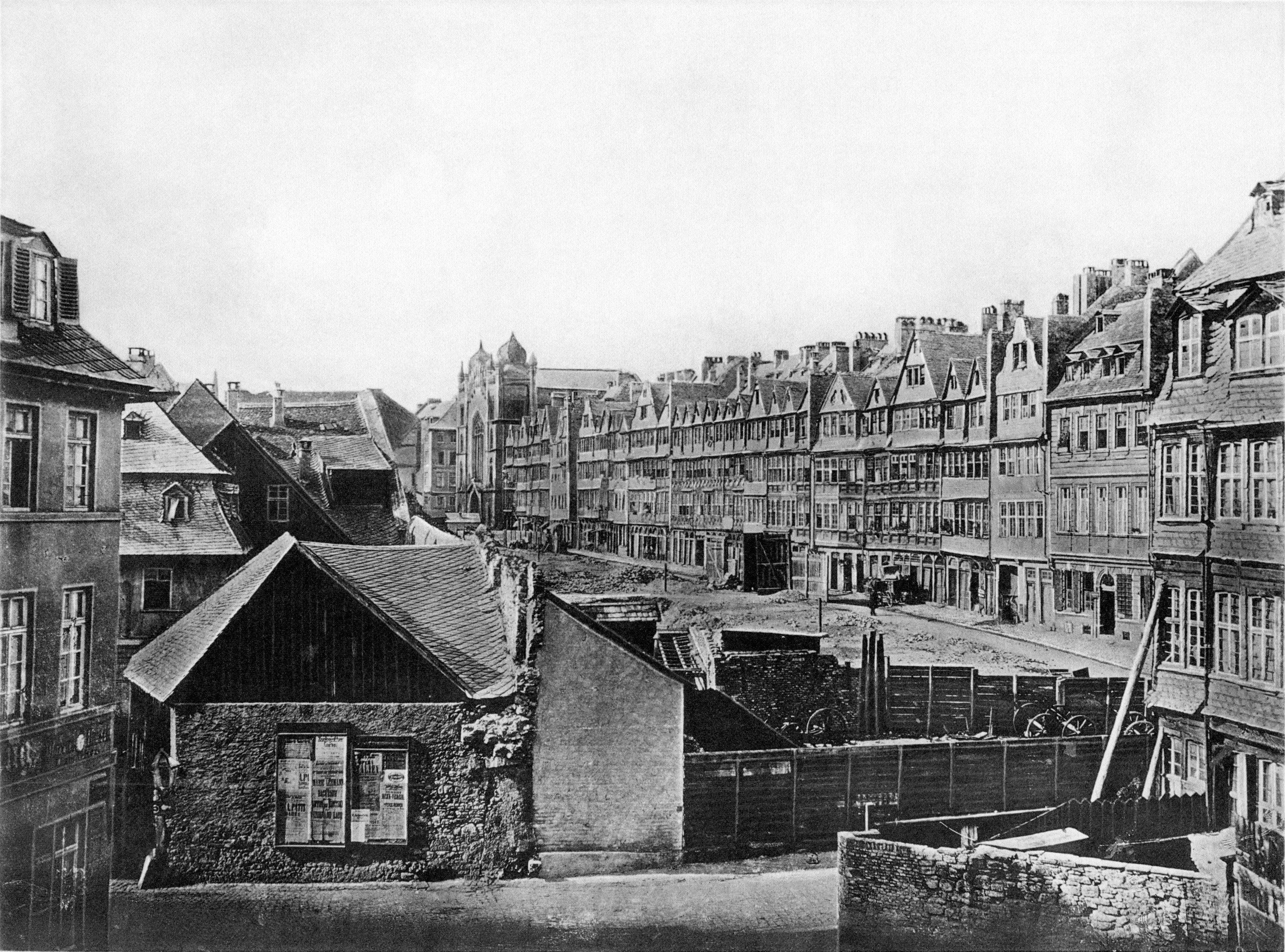
Abbruch des ehemaligen Ghettos Judengasse Frankfurt, 1868
(Fotografie von Carl Friedrich Mylius)

Das bekannteste Beispiel für ein deutsches Ghetto ist die Frankfurter Judengasse, die von 1462 bis 1796 bestand. Am Anfang errichtete der Stadtrat außerhalb der Stadtmauern elf Häuser, ein Tanzhaus, ein Hospital, zwei Wirtshäuser und ein Gemeindehaus und zwang die Frankfurter Juden, hierher umzuziehen. Um 1550 durfte dieses Gebiet noch einmal erweitert werden. Danach erlaubte der Frankfurter Magistrat bis zum Ende des Ghettos keine weitere Vergrößerung, sodass die wachsende Bevölkerung sehr beengt lebte. Die Bewohner durften nachts und sonntags die Judengasse nicht verlassen und mussten den „Gelben Fleck“ auf ihrer Kleidung tragen. Das Ghetto wurde 1796 bei der Belagerung Frankfurts durch französische Truppen zerstört, die Bewohner durften es verlassen, und in der Folge wurde der Ghettozwang aufgehoben.
Die Auflösung des Ghettosystems ist weitgehend eine Folge der Französischen Revolution und der liberalen Bewegungen des 19. Jahrhunderts. Im Jahre 1870 war das römische Ghetto schließlich das einzige der Welt und wurde durch den italienischen König Viktor Emanuel II. bei der Besetzung des Kirchenstaats aufgelöst.
Eine parallele Erscheinung in der arabischen Welt sind die Mellahs in marokkanischen Städten. Im Ostjudentum gab es die jiddische Bezeichnung Schtetl für Ortschaften, Dörfer oder kleinere Städte, die überwiegend von Juden bewohnt wurden.

## Jüdische Wohnbezirke / Ghettos unter dem Nationalsozialismus

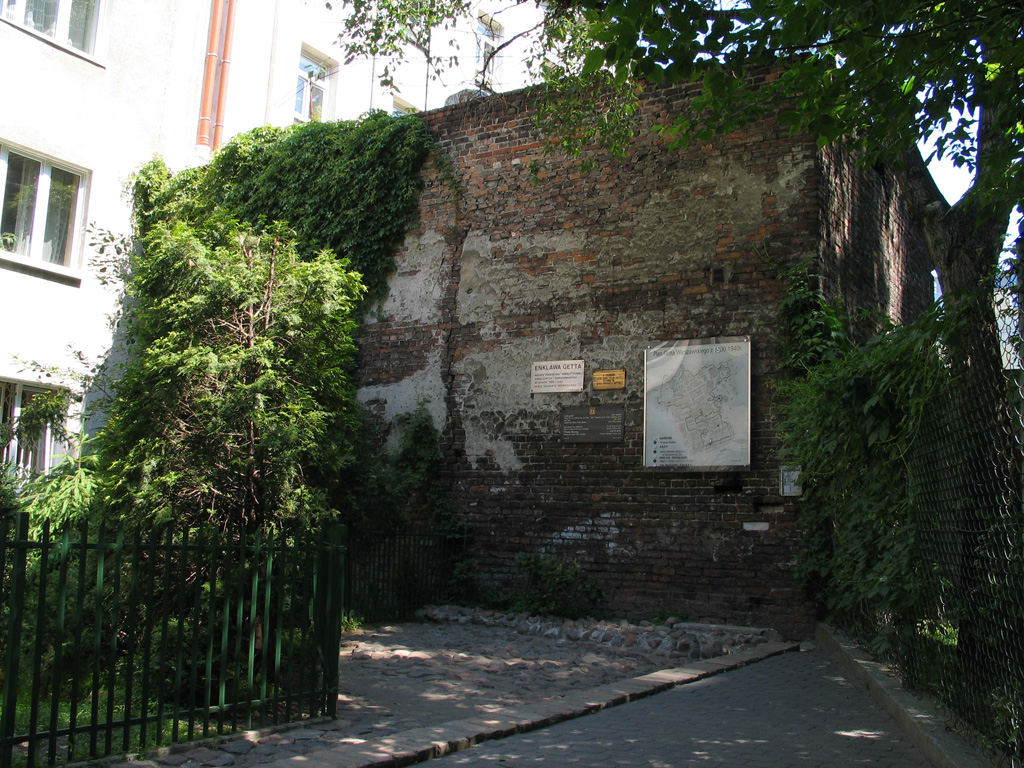
Reste der Mauer des Warschauer Ghettos aus der Zeit der deutschen Besatzung 1939–1945 (2005)

Die SS-Bezeichnung der Sammellager (Konzentrationslager) vor der weiteren Deportation in die Vernichtungslager der Schoah war durchgängig der deutsche Begriff Jüdischer Wohnbezirk oder Jüdische Wohnsiedlung. Als Kurzbezeichnung oder Übersetzung wurde daneben das Wort Getto/Ghetto benutzt. Allerdings bekam dieses Wort dadurch einen ganz anderen Sinn als der historische Begriff. In Osteuropa wurden von den deutschen Besatzern zwischen 1939 und 1944 ungefähr 1150 Ghettos errichtet, davon etwa 400 auf polnischem und etwa 400 auf sowjetischem Territorium. Sehr oft wurden davor die jüdischen Bewohner der Ortschaften vertrieben oder ermordet.

### Ghettoisierung durch die deutschen Besatzer

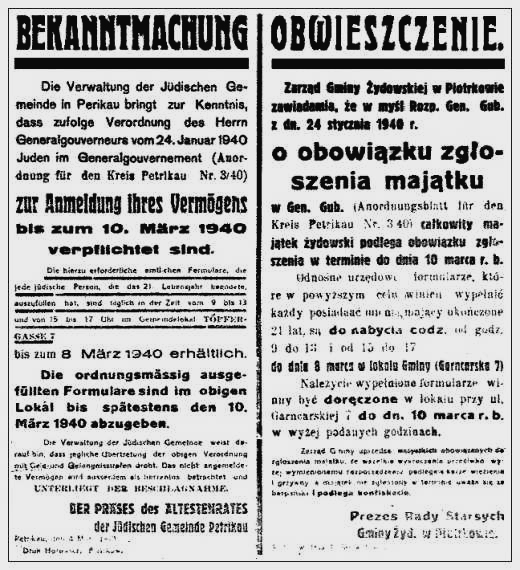
Aufruf zu Anmeldung des Vermögens, Ghetto Piotrków Trybunalski, 1940

Bereits ab September 1939 wurde auf geheime Anordnung von Reinhard Heydrich an die Einsatzgruppen der Sicherheitspolizei und des SD nach Beendigung des Überfalls auf Polen mit der als vorübergehend geplanten Konzentration von Juden aus dem Lande in abgegrenzten Gebieten der polnischen Dörfer und Städte begonnen. Dort sollten sie leichter kontrolliert und zur vorübergehenden wirtschaftlichen Ausbeutung als Zwangsarbeiter eingesetzt werden können. Ebenfalls konnte dort ihr Vermögen mit dem Ziel der Arisierung (Raub) systematisch erfasst werden.
Den Anfang machte der als Generalgouvernement besetzte Teil Polens. Vorbereitende Maßnahmen waren die hier erstmals von den Deutschen eingeführte Kennzeichnungspflicht für Juden, die von Generalgouverneur Hans Frank schon Ende November 1939 angeordnet wurde (weiße Armbinden mit einem sogenannten Judenstern), der im weiteren Verlauf auch im „Altreich“ eingeführt wurde. Gleichzeitig ordnete der durch Himmler eingesetzte „Höhere SS- und Polizeiführer Ost“ Krüger der jüdischen Bevölkerung nächtliche Ausgangssperren und das Verbot an, sich außerhalb des derzeitigen Wohnorts niederzulassen.
Eine weitere Maßnahme war die Bildung von sogenannten Judenräten, die als jüdische Selbstverwaltungsorgane von den deutschen Besatzern als deren Befehlsempfänger gegenüber den jüdischen Gemeinden zwangsweise geschaffen wurden. Sie waren zuerst der deutschen Zivilverwaltung unterstellt, später den SS- und Polizeikräften. In der Praxis hatten diese „Judenräte“ vor und während der Ghettoisierung etwa Mannschaften für Zwangsarbeitseinsätze zusammenzustellen, die Auslieferung der verbleibenden Vermögenswerte der jüdischen Bevölkerung zu organisieren und schließlich sogar, im Zuge der Auflösung der Ghettos ab dem Jahr 1942, die Deportation der Gefangenen in die verschiedenen Vernichtungslager mitzuorganisieren.

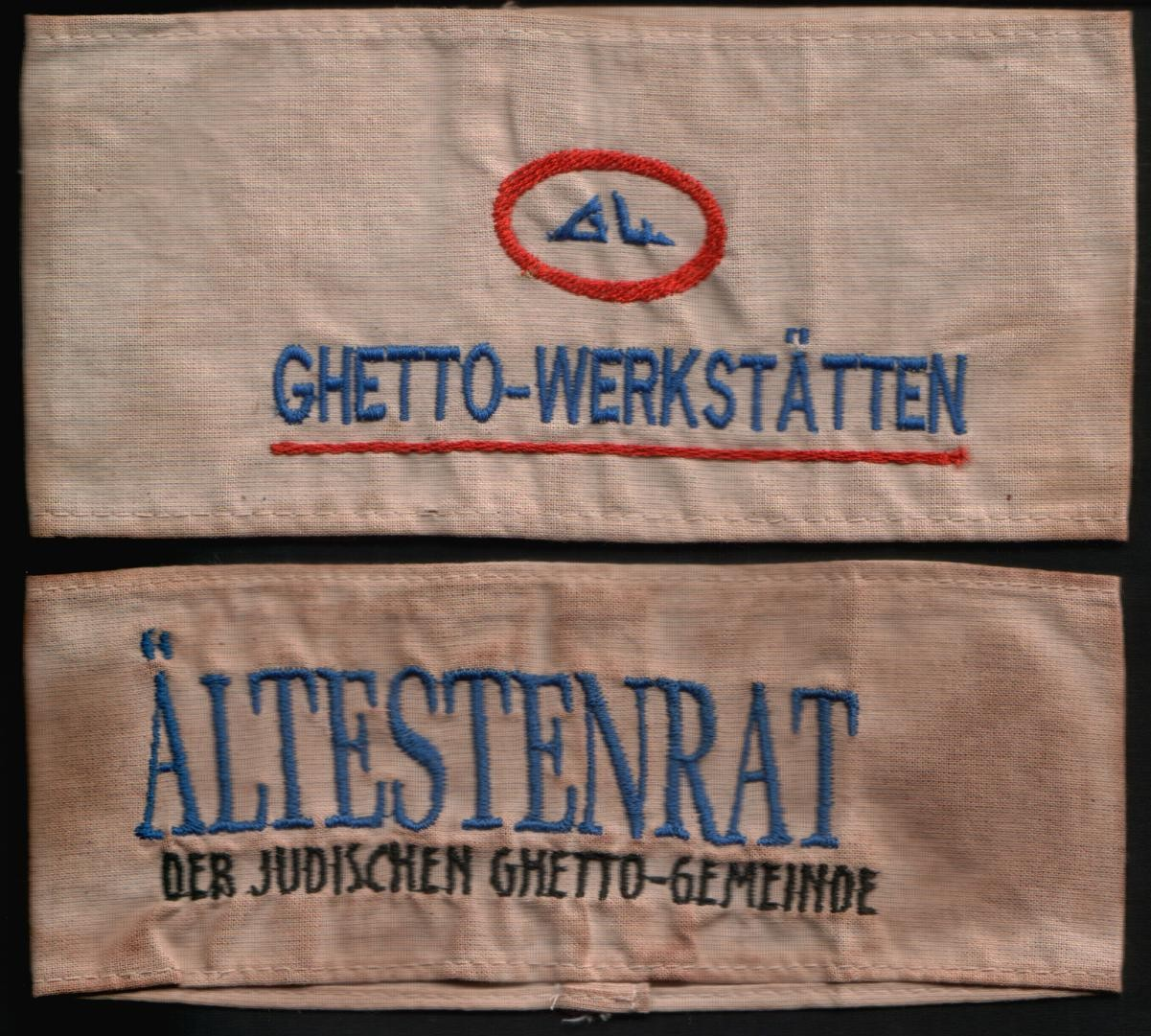
Armbinden aus einem jüdischen Ghetto

Die Ghettoisierung an sich, im Wortsinn die Konzentration der jüdischen Bevölkerung in – teils (etwa im Warschauer Ghetto) mit Mauern und Kontrollposten abgesperrten – Stadtteilen, verlief in Polen hauptsächlich von April 1940 bis Ende 1941. Die drei größten Wohnbezirke bzw. Ghettos waren das Warschauer Ghetto (Oktober 1940, errichtet in einem 1939 von der Militärverwaltung zum Seuchensperrgebiet deklarierten Teil der Stadt), das Ghetto in Lodz (April 1940) sowie – nachdem die Deutschen das eroberte sowjetische Galizien als fünften Distrikt in das von ihnen so bezeichnete „Generalgouvernement“ eingegliedert hatten – das Ghetto Lemberg (Dezember 1943).
Während der Aktion Reinhardt wurden Ghettos der umliegenden Gebiete als Transitghettos genutzt. In ihnen wurden die Juden für den Transport in die Todeslager „gesammelt“. Das größte und bekannteste Transitghetto war das Ghetto Izbica.
Weitere, teils ausgedehnte Ghettos bestanden in verschiedenen Städten des besetzten Teiles der Sowjetunion, zum Beispiel das Ghetto Kaunas, das ab September 1943 zum KZ Kauen wurde, das Ghetto Wilna oder das Ghetto Riga. Dort wurden diejenigen Juden eingesperrt, die nicht bei der ersten Tötungswelle durch die Einsatzgruppen der Sicherheitspolizei und des SD in der zweiten Jahreshälfte 1941 ermordet worden waren. Ab Ende 1941, nach der Ermordung der einheimischen Insassen, wurden dorthin aus dem „Altreich“ und den eingegliederten Gebieten in Polen deportierte Juden verbracht; diese wurden nicht mehr in die Ghettos des Generalgouvernements transportiert, weil sich die dortige Zivilverwaltung bereits im Frühjahr 1940 aus Kapazitätsgründen gegen solche Pläne wehrte.
Als Vorzeigeghetto wurde das Ghetto Theresienstadt in der ehemaligen Garnisonsstadt von Terezín eingerichtet. Dorthin wurden aus ganz Europa prominente ältere jüdische Persönlichkeiten verschleppt, aber auch Familien mit Kindern. Zu Propagandazwecken wurde in einer späten Phase des Lagers der Film Theresienstadt gedreht.
| Große Ghettos        | Staat   | internierte Juden | von           | bis         | Transporte nach     |
| -------------------- | ------- | ----------------- | ------------- | ----------- | ------------------- |
| Budapest             | Ungarn  | 120.000           | November 1944 | Januar 1945 | Auschwitz           |
| Ghetto Lemberg       | Ukraine | 115.000           | November 1941 | Juni 1943   | Belzec, Janowska    |
| Ghetto Litzmannstadt | Polen   | 200.000           | Februar 1940  | August 1944 | Chelmno, Auschwitz  |
| Warschauer Ghetto    | Polen   | 450.000           | Oktober 1940  | Mai 1943    | Treblinka, Majdanek |

Siehe auch:
- Chronologie der Kollaboration der Vichy-Regierung beim Holocaust
- Deportation der Juden aus Ungarn
- Deportation deutscher Juden
- Endlösung der Judenfrage

### Sinti und Roma
Da die Verfolgung der Sinti und Roma oft eng mit der Judenverfolgung verknüpft war, wurden diese ebenfalls in Ghettos im Generalgouvernement deportiert, so ins Ghetto Siedlce und ins Ghetto Lodz.

### Alltag der deutschen „Ghettos“ in Europa

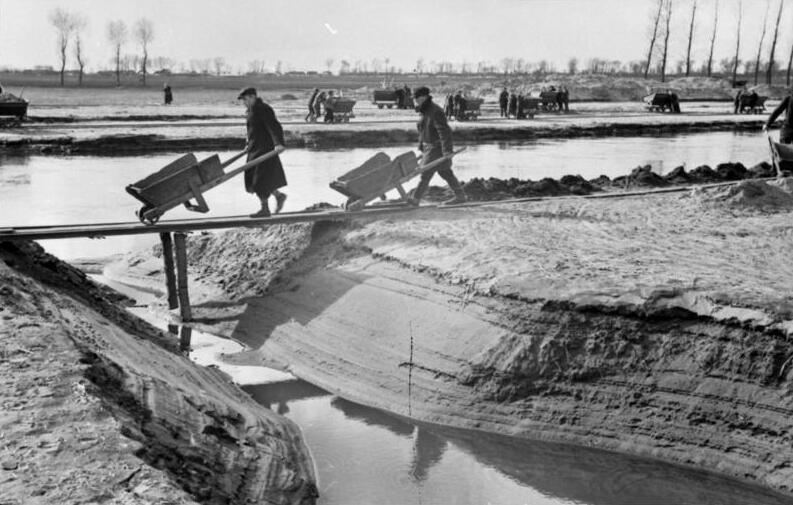
Zwangsarbeit an der Weichsel, Propagandaaufnahme der Wehrmacht, Mai 1941

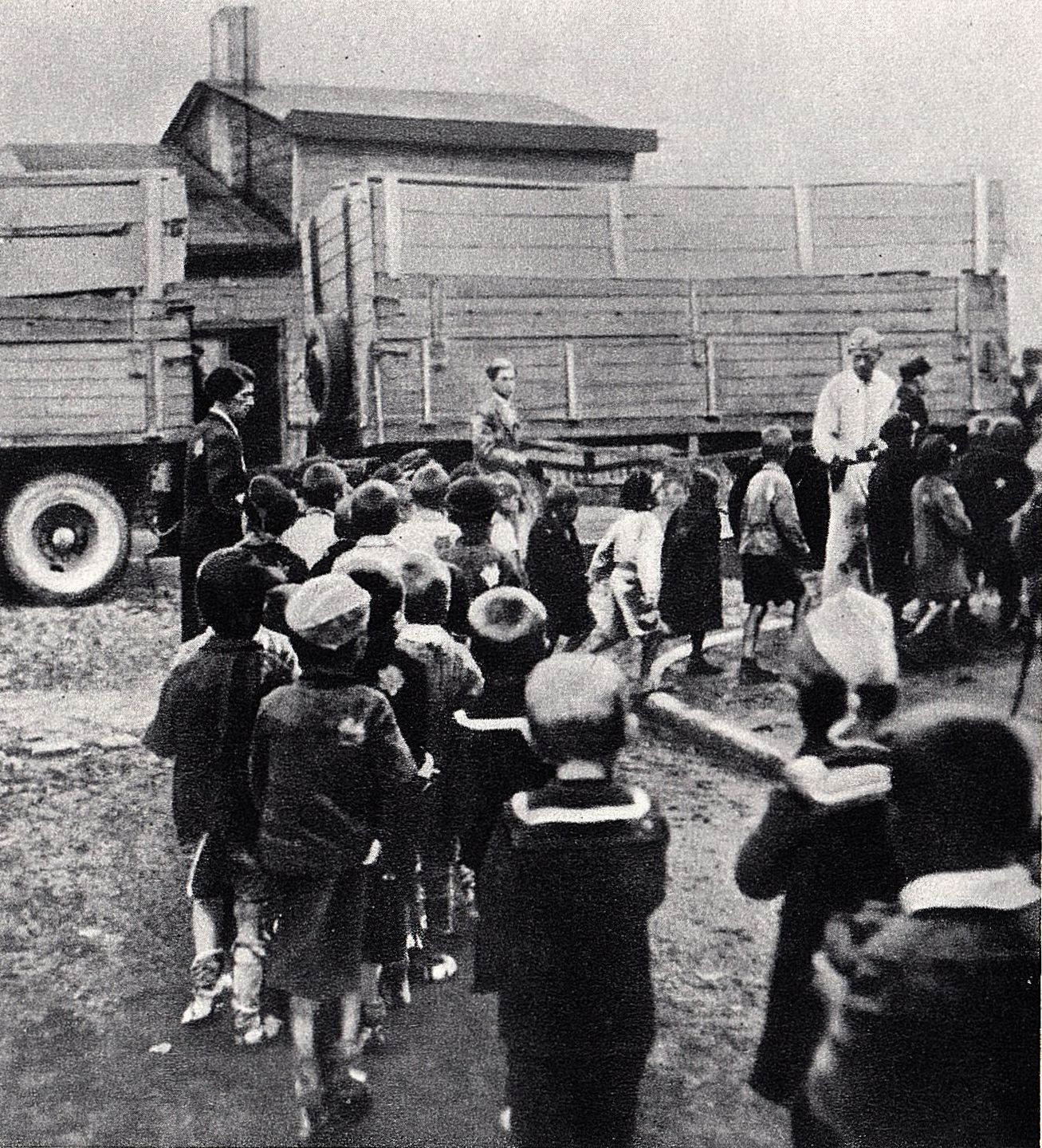
Kindertransport ins Vernichtungslager Kulmhof, Ghetto Litzmannstadt, 1942

Der Alltag der Ghettos war geprägt von Unterernährung, Krankheiten und Tod. Seuchen, zum Beispiel Fleckfieber, grassierten aufgrund der unsäglichen hygienischen Bedingungen und der katastrophalen Ernährungssituation. So senkten hohe NS-Führer die Brotration und die Ration an Marmelade auf 50 bzw. 30 Gramm im Monat herab. Teilweise konnten die Bewohner des Warschauer Ghettos sich nur noch durch Schmuggel mit Lebensmitteln versorgen. Es gelang ihnen sogar, eine Kuh ins Ghetto zu schmuggeln, um wenigstens die Neugeborenen mit Milch zu versorgen. Nach Heinz Auerswald, dem Kommissar des Warschauer Ghettos, stieg die Zahl der Todesfälle in den jüdischen Wohnbezirken Warschaus von Januar 1941 bis August 1941 von 898 Fälle auf 5560 Fälle um über 500 Prozent. Als Gründe hierfür nennt Auerswald die Mangelernährung und das Fleckfieber. Der polnische Mediziner Ludwik Hirszfeld, der von 1941 bis 1943 im Warschauer Ghetto eingepfercht war, schilderte die menschenunwürdigen Zustände dort in folgenden eindringlichen Worten:

„Die Straßen sind so übervölkert, daß man nur schwer vorwärts gelangt. Alle sind zerlumpt, in Fetzen. Oft besitzt man nicht mal mehr ein Hemd. Überall ist Lärm und Geschrei. Dünne, jämmerliche Kinderstimmen übertönen den Krach. […] Auf den Bürgersteigen stapeln Kot und Abfälle sich zu Haufen und Hügeln. […] Ich sehe ungeheuer viele Männer und Frauen, die vom Ordnungsdienst gejagt werden. Alte, Krüppel und Gebrechliche werden an Ort und Stelle selbst liquidiert. […] Oft liegt etwas mit Zeitungen Zugedecktes auf dem Bürgersteig. Schrecklich ausgezehrte Gliedmaßen oder krankhaft angeschwollene Beine schauen meistens darunter hervor. Es sind die Kadaver der an Flecktyphus Verstorbenen, die von den Mitbewohnern einfach hinausgetragen werden, um die Bestattungskosten zu sparen.  Tausende von zerlumpten Bettlern erinnern an das hungernde Indien. Grauenhafte Schauspiele erlebt man täglich.“

Anfang der 1940er Jahre entsandte die antisemitische Hetzzeitung Der Stürmer sogar einen Bildberichterstatter ins Warschauer Ghetto. Später erschien im Stürmer ein fast sadistisch anmutender Bericht über das Leben im Ghetto. Nahrungsmittel wurden von den deutschen Besatzungsbehörden streng kontingentiert und man bemühte sich, die Kosten für die katastrophale Versorgung der Ghettos noch dadurch zu minimieren, dass man – wo wegen der Größe des Ghettos möglich – in ghettoeigenen Wirtschaftsbetrieben und in externen Betrieben oder Arbeitslagern die Gefangenen quasi als Leiharbeiter vermietete und dadurch Einnahmen erzielte. Manche Industrielle machten mit Hilfe dieser „Ghetto-Geschäfte“ so hohe Gewinne, dass sie ein riesiges Vermögen anhäufen konnten.

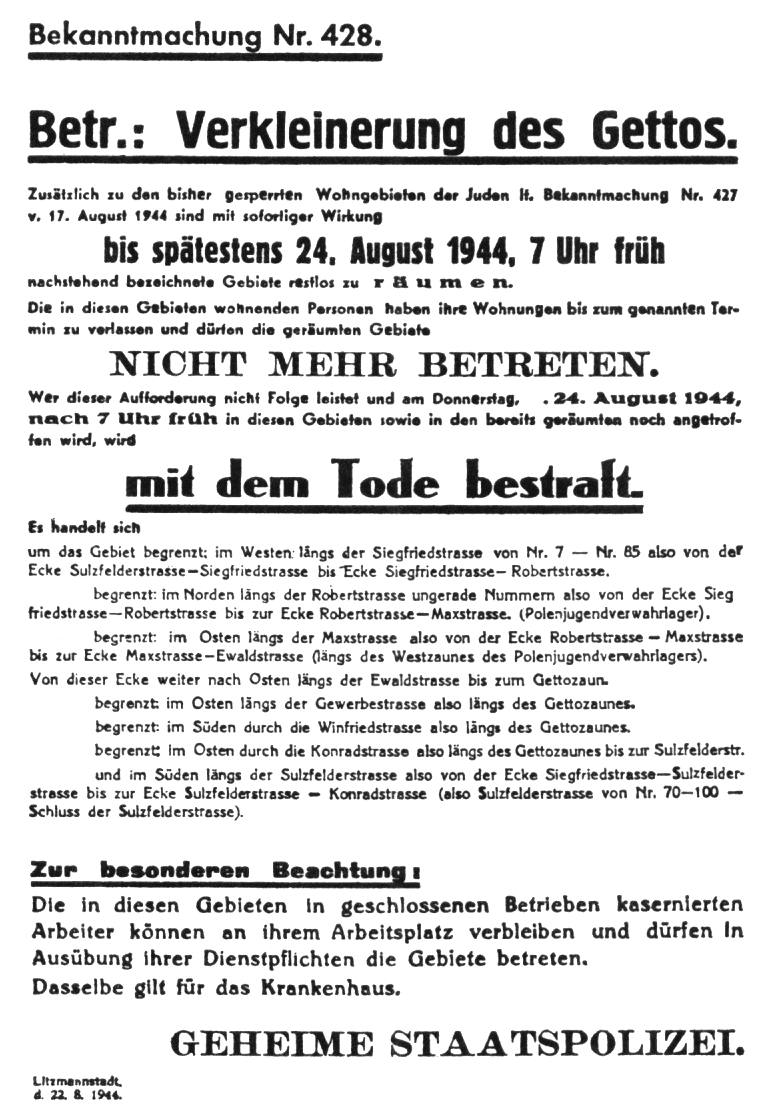
Bekanntmachung zur Verkleinerung des Ghettos Litzmannstadt vom 22. August 1944

### Organisation der „Endlösung“
Im Jahr 1942 – nachdem im Januar auf der Wannseekonferenz in Berlin die „Endlösung der Judenfrage“ regierungsintern bekanntgegeben und in Details geregelt worden war, inklusive der Geheimhaltungsbefehle – wurde damit begonnen, die Ghettos systematisch von ihren Bewohnern zu entleeren. Zum größeren Teil wurden die Ghettobewohner zugweise in die Mordzentren der Vernichtungslager deportiert, was im Warschauer Ghetto schließlich zum bewaffneten Aufstand führte. Teilweise wurden die Ghettos aber auch dadurch liquidiert, dass ihre Bewohner an Ort und Stelle erschossen wurden. Auf diese Weise verfuhr die SS vor allem in den besetzten Teilen der Sowjetunion, zum Beispiel in Minsk und Riga, aber auch in weiten Teilen Polens (als Beispiel Mielec, Izbica). 

### Juristische Aufarbeitung
Da die Organisation der Zwangsarbeit durch die Judenräte Merkmale eines ordentlichen Arbeitsverhältnisses aufwies, ergaben sich daraus Rentenansprüche für die Arbeiter bzw. deren Hinterbliebene. Dies wurde nach diversen gerichtlichen Verfahren im Ghettorentengesetz im Jahr 2002 gesetzlich präzisiert. Da die Vorschrift zunächst nur für freiwillige Arbeitsaufnahme ausgelegt worden war, kam es im Jahr 2009 durch das Bundessozialgericht wegen mehrerer Revisionsverfahren zu einer Klarstellung zugunsten der Antragsteller.

### Das sogenannte Ghetto in Shanghai
Das Ghetto in Shanghai, damals als Restricted Sector for Stateless Refugees oder Designated Area (engl. für: speziell „ausgewiesener Bezirk“ bezeichnet; im Stadtbezirk Hongkou) war ein Areal von ungefähr 2,5 km² Größe in der chinesischen Stadt Shanghai, die im Zweiten Weltkrieg von Japan besetzt worden war. Dieses abgesperrte Gebiet bildet historisch einen Sonderfall im Rahmen der Schoah (Holocaust). Es stand nicht unter deutscher, sondern japanischer Kontrolle und konnte zeitweise als Fluchtort von jüdischen Staatsbürgern aus Europa genutzt werden. Zum Teil war wenigen jüdischen Flüchtlingen eine Ausreise aus dem Deutschen Reich bzw. über die Sowjetunion nach dort noch bis 3. September 1941 möglich (unter Mithilfe japanischer Botschaftsangehöriger in Wien und Wilna, Litauen). Die von Japan besetzte Stadt wurde 1945 befreit. In dem Bezirk überlebten etwa 20.000 jüdische Flüchtlinge die Schoah.

## Verwendung des Begriffs „Ghetto“ im übertragenen Sinn

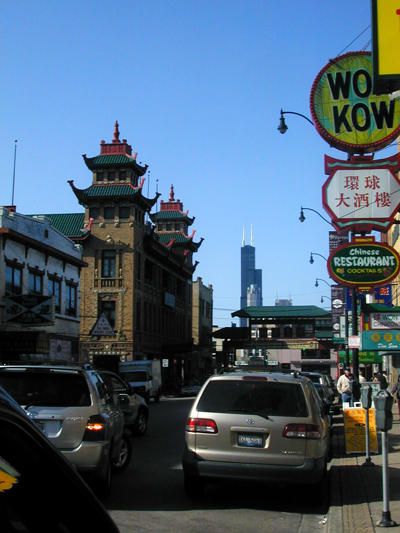
Chinatown, Chicago

Im vollen Wortsinne lässt sich der Begriff auf viele historische Chinatowns in den Vereinigten Staaten anwenden, denn die chinesische und chinesischstämmige Minderheit amerikanischer Städte wie San Francisco und New York City war nach dem Inkrafttreten des Chinese Exclusion Act (1882) durch lokale Gesetze verpflichtet, ausschließlich dort zu siedeln. Diese Bezirke, die stets nur wenige Straßenblocks umfassten, mussten in einigen Städten mehrere Zehntausend Bewohner aufnehmen. Die Zwangsansiedlung endete erst in den 1940er Jahren.
Der Begriff „Ghetto“ wurde und wird auch in einem teilweise etwas prekär übertragenen Sinn auf Stadtviertel mit einer ausgeprägt abweichenden sozialen oder ethnischen Struktur angewandt. Damit wird ein gleichermaßen territoriales wie soziales Phänomen beschrieben. Der Begriff wird heute auch für freiwillige und selbst gewählte Separation verwendet.
Vor allem wird er im Zusammenhang mit sozial desolaten Vierteln in Städten der USA verwendet, die einen hohen Anteil afroamerikanischer oder hispanischer Bevölkerung verzeichnen. Grundlage waren hier die implizit sozialen und ökonomischen wie auch unmittelbar legislativen Zwänge der Segregation (einer historischen Rassentrennung), die tatsächlich zu einer weitgehenden Konzentration der afroamerikanischen Bevölkerung in bestimmten Vierteln der jeweiligen Städte führten. Der Song In the Ghetto (1969) von Elvis Presley griff die Problematik auf.
Diese Tatsache, aber vor allem auch der Umstand, dass die Bewohner dieser Viertel im Gegensatz zu den sich ebenfalls in den großen Städten lokal konzentrierenden Minderheitengruppen der „nichtangelsächsischen“ europäischen Einwanderer wie der Italiener, Polen und Iren zusätzlich noch rechtlichen Beschränkungen unterworfen waren, legte den Vergleich der afroamerikanischen Stadtviertel mit tatsächlichen, „klassischen“ Ghettos zumindest nahe.
Diese rechtlichen Beschränkungen wurden zwar während der 1950er und 1960er Jahre durch Einzelklagen und die Bemühungen der amerikanischen „Civil Rights“-Bewegung überwunden, an der ökonomischen Benachteiligung der afroamerikanischen Bevölkerung allerdings änderte sich nur wenig, so dass nicht nur in den Großstädten der USA häufig soziale Brennpunkte mit größtenteils homogen afroamerikanischer, im Südwesten des Landes in zunehmendem Maße auch hispanischer Bevölkerung weiter existierten und existieren und auch der Begriff des „Ghetto“ in diesem Zusammenhang vor allem aus europäischer Perspektive gerne weiterhin verwendet wird.
Der Soziologe Zygmunt Bauman stellt fest, dass das Ghetto i. S. des sozialen Brennpunkts „kein Treibhaus für Gemeinschaftsgefühle [ist]. Es ist im Gegenteil ein Laboratorium zur Erzeugung sozialer Desintegration, Atomisierung und Anomie“.

### Urbane Ghettoisierung

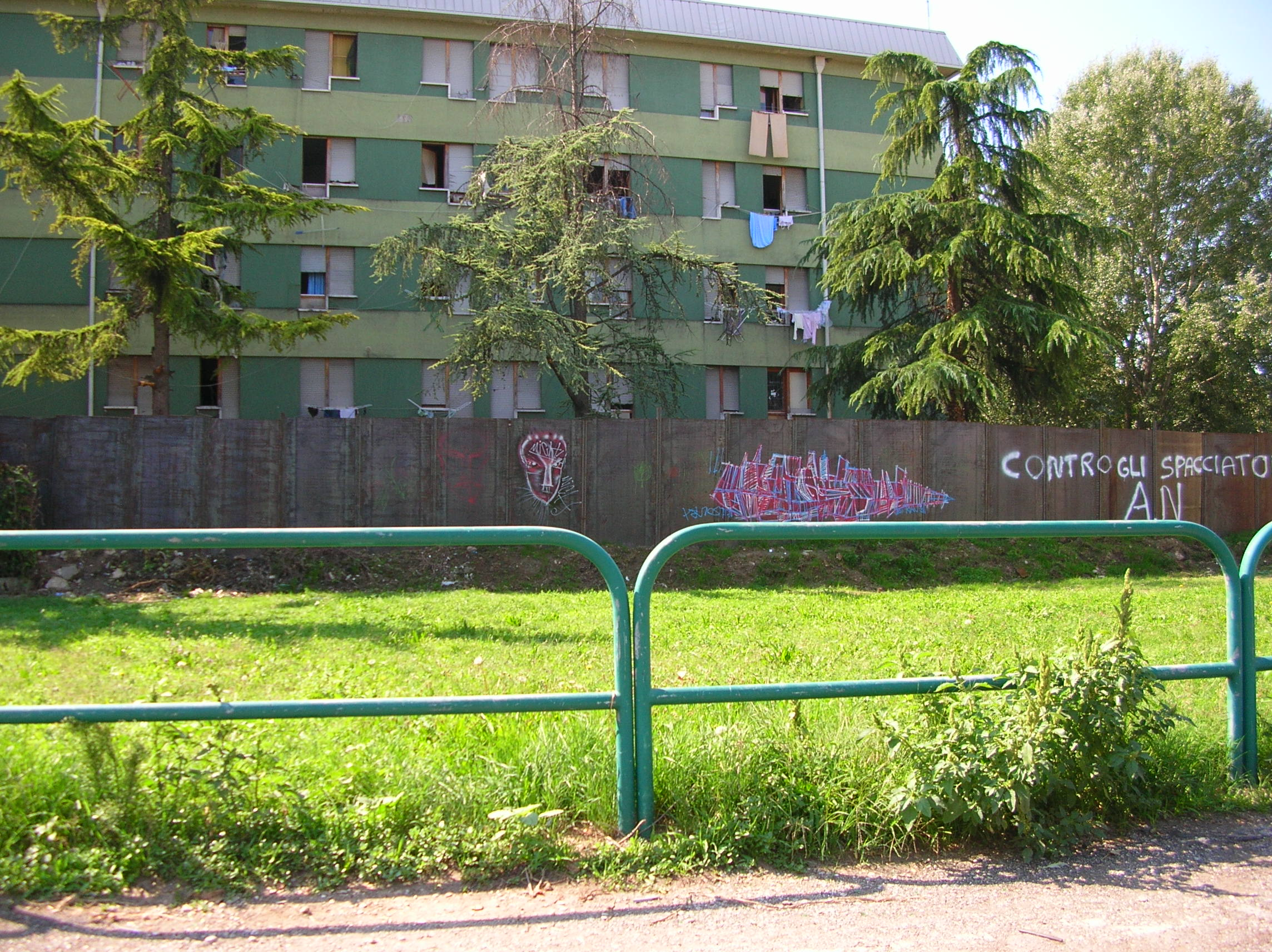
Eingezäunter Stadtteil in Padua

Die prominentesten Beispiele eines Ghettos in dieser Hinsicht waren vor allem in den 1970er- und 1980er-Jahren – einem Zeitraum, in dem der Begriff des Ghettos in diesem Zusammenhang in der deutschsprachigen Publizistik überhaupt zum Durchbruch kam – Teile des New Yorker Bezirks Bronx und des Stadtteils Harlem. Schlagzeilen diesbezüglich machten im selben Zeitraum auch die südlichen Stadtbezirke Chicagos und zunehmend große Teile von Los Angeles (dort auch als Skid Rows bezeichnet), die, wie viele andere Städte der USA, auch besonders wieder in den 1990ern eine prekäre Mischung aus verbreitet bitterer Armut und einer exorbitanten Rate an Kriminalität und Gewaltverbrechen in den entsprechenden Stadtvierteln erlebten. Im subkulturellen Jargon, besonders in der Hip-Hop-Szene, hat der Begriff „Ghetto“ im Laufe der Zeit einen bemerkenswerten Bedeutungswandel und eine Romantisierung erfahren (siehe auch Ghettoblaster). Im modernen Sprachgebrauch wird der Begriff „Ghetto“ als Wort für soziale Brennpunkte verwendet. Aus einem Ghetto kann bei hoher Armut unter Umständen ein Slum entstehen. In der italienischen Großstadt Padua gab es von 2006 bis 2007 ein wegen zu hoher Kriminalität eingezäuntes Wohnviertel.

## Literatur

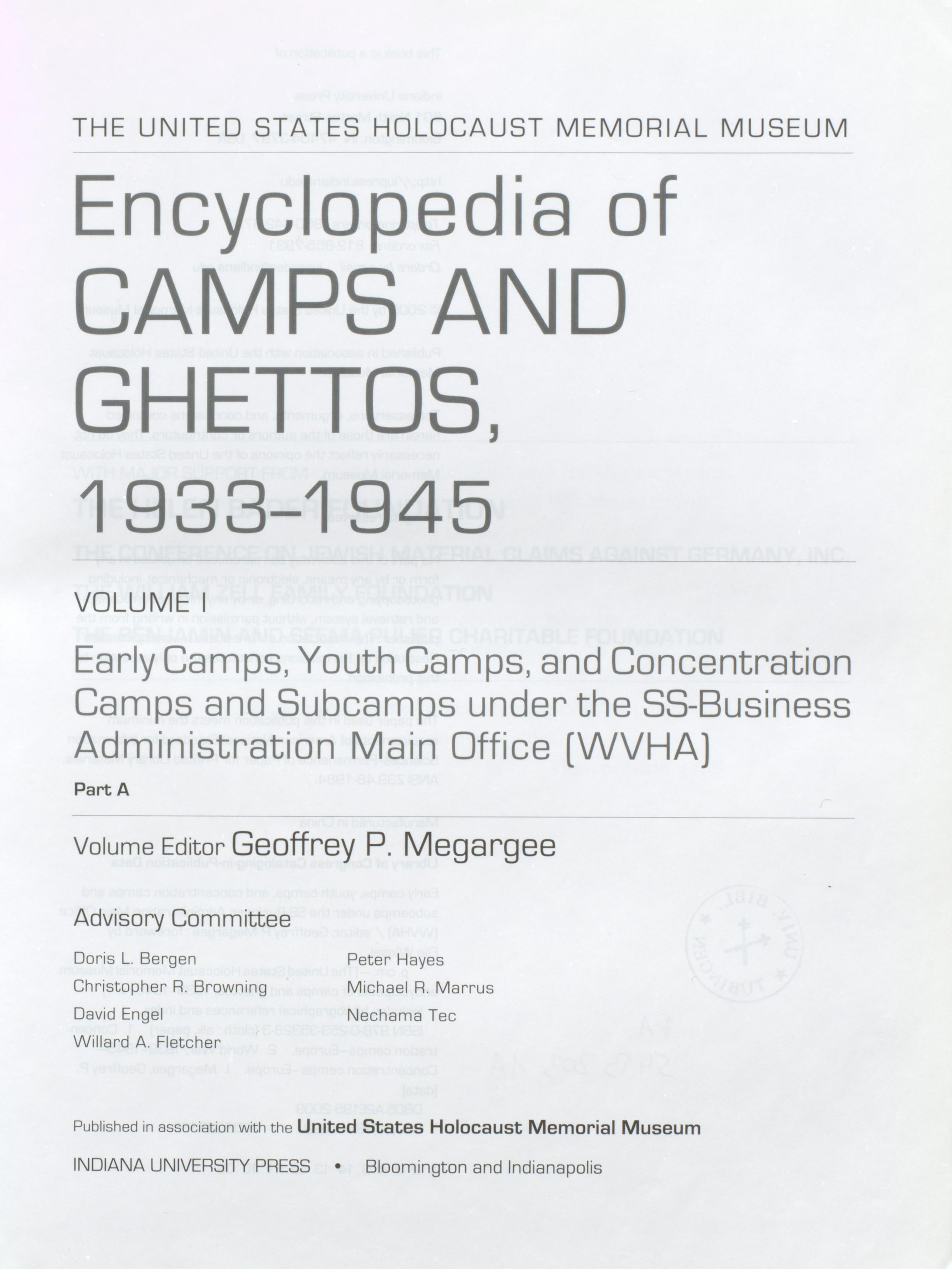
Encyclopedia of Camps and Ghettos, Band 1, 2009

## Film
- Geheimsache Ghettofilm (2010) (Originaltitel: Shtikat Haarchion). Dokumentation über Filmmaterial aus dem Warschauer Ghetto